# اس‌ام‌اس ولف (۱۹۱۳)
اس‌ام‌اس ولف (۱۹۱۳) (به انگلیسی: SMS Wolf (1913)) یک کشتی بود که طول آن ۱۳۵ متر (۴۴۲ فوت ۱۱ اینچ) بود. این کشتی در سال ۱۹۱۳ ساخته شد.